# (99969) 1981 DY1
(99969) 1981 DY1 es un asteroide perteneciente al cinturón de asteroides descubierto por Schelte John Bus el 28 de febrero de 1981 desde el Observatorio de Siding Spring. 

## Designación y nombre
Designado provisionalmente como 1981 DY1.

## Características orbitales
1981 DY1 está situado a una distancia media de 3,216 ua, pudiendo alejarse un máximo de 3,772 ua y acercarse un máximo de 2,660 ua. Tiene una excentricidad de 0,172. 

## Características físicas
Este asteroide tiene una magnitud absoluta de 14,6. 